# Orthomniopsis
Orthomniopsis là một chi rêu trong họ Mniaceae.